# Josef Tauerer
Josef Tauerer (* 10. März 1820 in Berg im Drautal (Ebenberg), Kärnten; † 1886) war ein Kärntner Politiker.

## Leben
Tauerer war der Sohn des Bauer an der Thomannhube in Ebenberg, Johann Taurer und dessen Ehefrau Christina geborene Ebenberger. Er war römisch-katholischer Konfession und heiratete Rosalia (* 1835, † 14. September 1894).
Er studierte in Wien Medizin und wurde 1845 zum Dr. med. promoviert. Er wurde Assistenzarzt am Klagenfurter Krankenhaus. Daneben war er Besitzer der Güter Rojach und Steinwaldhof (heute Gemeinde Lendorf). 1847 war er Gründungsmitglied des Klagenfurter Männergesangsvereins. Er war Mitglied des Zentralausschusses der Kärntnerischen Landwirtschaftsgesellschaft.
Josef Tauerer war von Beruf Arzt am Klagenfurter Krankenhaus. 1847 wird er erstmals als Gründer des Klagenfurter Männer-Gesangsvereines greifbar.
Vom 17. Juli 1848 bis zum 4. März 1849 war er Stellvertreter von Johann Taurer im Provisorischen Kärntner Landtag. Vom 6. September 1848 bis zum 5. April 1861 war er Mitglied des provisorischen Landtagsausschusses. Im Ausschuss zählte er zum linken, demokratischen Flügel, gemeinsam mit Joseph Janesch. Als Demokratisch bezeichnete man in diesem Zusammenhang das Revolutionstreue Lager, in Opposition zum Liberalen Lager, das sich inzwischen gegen die Revolution stellte. So gehörte er im Oktober 1848 zu den Gründern des Kärntner Volksvereines, der Partei der Demokraten. Am 5. Oktober wurde Tauerer in einer Nachwahl für den Bezirk Spittal in die Frankfurter Nationalversammlung delegiert.
1870–1886 war er Mitglied des dritten, vierten, fünften und sechsten Kärntner Landtages, als Vertreter ländlicher Oberkärntner Gemeinden.